# Graz 99ers 2008/09
Sezona 2008/09 je bila za klub Graz 99ers 9. sezona v najvišji kategoriji avstrijskega hokeja na ledu - Avstrijski hokejski ligi. Domače tekme so igrali v dvorani Eisstadion Liebenau. Redni del se je začel 19. septembra 2008.

## Redni del Avstrijske hokejske lige

### Končna lestvica
| #   | Klub                      | OT | Z  | PP | P  | GR      | T  |
| --- | ------------------------- | -- | -- | -- | -- | ------- | -- |
| 1.  | EC KAC                    | 54 | 38 | 4  | 16 | 204:141 | 80 |
| 2.  | Vienna Capitals           | 54 | 33 | 7  | 21 | 203:162 | 73 |
| 3.  | EC Red Bull Salzburg      | 54 | 32 | 4  | 22 | 200:157 | 68 |
| 4.  | VSV EC                    | 54 | 31 | 5  | 23 | 183:153 | 67 |
| 5.  | EHC Black Wings Linz      | 54 | 30 | 3  | 24 | 166:144 | 63 |
| 6.  | HK Acroni Jesenice        | 54 | 24 | 6  | 30 | 179:197 | 54 |
| 7.  | Graz 99ers                | 54 | 24 | 6  | 30 | 124:154 | 54 |
| 8.  | HC TWK Innsbruck          | 54 | 24 | 6  | 30 | 153:186 | 54 |
|     |                           |    |    |    |    |         |    |
| 9.  | Alba Volán Székesfehérvár | 54 | 17 | 9  | 37 | 129:178 | 43 |
| 10. | HDD Tilia Olimpija        | 54 | 17 | 7  | 37 | 131:200 | 41 |

## Postava
| Vratarji | Vratarji                | Vratarji          | Vratarji    | Vratarji                | Vratarji |
| -------- | ----------------------- | ----------------- | ----------- | ----------------------- | -------- |
| #        |                         | Igralec           | Boljša roka | Kraj rojstva            |          |
| 1        | Združene države Amerike | Dov Grumet-Morris | desna       | Evanston, Illinois, ZDA |          |
| 30       | Avstrija                | Florian Goriupp   | leva        | Gradec, Avstrija        |          |
| 31       | Avstrija                | Fabian Weinhandl  | leva        |                         |          |

| Branilci | Branilci                | Branilci        | Branilci    | Branilci                       | Branilci |
| -------- | ----------------------- | --------------- | ----------- | ------------------------------ | -------- |
| #        |                         | Igralec         | Boljša roka | Kraj rojstva                   |          |
| 4        | Združene države Amerike | Mike Stuart     | desna       | Rome, New York                 |          |
| 25       | Kanada                  | David Cullen    | desna       | St Catharines, Ontario, Kanada |          |
| 29       | Avstrija                | Sven Klimbacher | leva        | Sv. Vid, Avstrija              |          |
| 42       | Avstrija                | Jamie Mattie    | leva        | Antigonish, Nova Škotska       |          |
| 70       | Norveška                | Tommy Jakobsen  | leva        | Oslo, Norveška                 |          |
| 73       | Kanada                  | Nick Kuiper     | desna       | Beaconsfield, Quebec, Kanada   |          |
| 88       | Avstrija                | Mark Brunegger  | leva        | Gradec, Avstrija               |          |

| Napadalci | Napadalci               | Napadalci               | Napadalci | Napadalci   | Napadalci                              | Napadalci |
| --------- | ----------------------- | ----------------------- | --------- | ----------- | -------------------------------------- | --------- |
| #         |                         | Igralec                 | Položaj   | Boljša roka | Kraj rojstva                           |           |
| 7         | Avstrija                | Kevin Kraxner           | F         | leva        |                                        |           |
| 13        | Avstrija                | Michael Schiechl        | F         | leva        | Zeltweg, Avstrija                      |           |
| 15        | Avstrija                | Daniel Schildorfer      | RW        | desna       |                                        |           |
| 16        | Avstrija                | Philippe-Michael Horsky | F         | leva        |                                        |           |
| 17        | Kanada                  | Tony Iob                | LW        | leva        | Renfrew, Ontario, Kanada               |           |
| 18        | Kanada                  | Layne Ulmer             | C         | leva        | North Battleford, Saskatchewan, Kanada |           |
| 21        | Združene države Amerike | Troy Riddle             | C         | desna       | Minneapolis, Minnesota, ZDA            |           |
| 33        | Slovenija               | Ivo Jan                 |           | desna       | Jesenice, Slovenija                    |           |
| 34        | Avstrija                | Philipp Winzig          |           | leva        |                                        |           |
| 37        | Avstrija                | Stefan Herzog           | F         | desna       | Salzburg, Avstrija                     |           |
| 44        | Avstrija                | Andreas Kleinheinz      | F         | leva        |                                        |           |
| 49        | Kanada                  | Greg Day                | F         | desna       | St Claire Beach, Ontario, Kanada       |           |
| 71        | Avstrija                | Harry Lange             | F         | leva        | Celovec, Avstrija                      |           |
| 87        | Avstrija                | Florian Dinhopel        | F         | desna       |                                        |           |

### Prihodi med sezono
| Prišli med sezono | Prišli med sezono       | Prišli med sezono     | Prišli med sezono | Prišli med sezono  | Prišli med sezono |                                       |
| ----------------- | ----------------------- | --------------------- | ----------------- | ------------------ | ----------------- | ------------------------------------- |
| #                 |                         | Igralec               | Položaj           | Prva tekma v klubu | Boljša roka       | Kraj rojstva                          |
| 88                | Avstrija                | Mark Brunegger *      | Branilec          | 14. november 2008  | leva              | Gradec, Avstrija                      |
| 45                | Avstrija                | Kevin Moderer         |                   | 14. november 2008  |                   |                                       |
| 11                | Združene države Amerike | Brett Motherwell      | Branilec          | 2. december 2008   | leva              | St. Charles, Illinois, ZDA            |
| 84                | Avstrija                | Stefan Pittl **       | Branilec          | 12. december 2008  | leva              |                                       |
| 79                | Kanada                  | Marc Brown            | Napadalec (W)     | 30. december 2008  | leva              | Richmond, Britanska Kolumbija, Kanada |
|                   | Kanada                  | Sebastian Charpentier | Vratar            |                    | leva              | Drummondville, Quebec, Kanada         |

*Mark Brunegger je 12. novembra 2008 odšel iz kluba na posojo za eno tekmo v klub ATUS Weiz, vrnil se je že na naslednji tekmi 14. novembra 2008. 
**Stefan Pittl je med sezono odšel na posojo v klub EV Zeltweg, a se je nato vrnil nazaj. 

### Odhodi med sezono
| Odšli med sezono | Odšli med sezono        | Odšli med sezono  | Odšli med sezono | Odšli med sezono     | Odšli med sezono |                                |
| ---------------- | ----------------------- | ----------------- | ---------------- | -------------------- | ---------------- | ------------------------------ |
| #                |                         | Igralec           | Položaj          | Zadnja tekma v klubu | Boljša roka      | Kraj rojstva                   |
| 84               | Avstrija                | Stefan Pittl *    | Branilec         | 31. oktober 2008     | leva             |                                |
| 88               | Avstrija                | Mark Brunegger ** | Branilec         | 11. november 2008    | leva             | Gradec, Avstrija               |
| 91               | Slovaška                | Jozef Cierny      | Napadalec (LW)   | 2. december 2008 *** | leva             | Zvolen, Slovaška               |
| 12               | Združene države Amerike | Tony Voce         | Napadalec (F)    | 14. december 2008    | leva             | Filadelfija, Pennsylvania, ZDA |

*Glej sem. 
**Glej sem. 
***Jozef Cierny je zadnjo tekmo za klub Graz 99ers odigral 2. decembra 2008, čeprav je bil odpuščen šele 7. januarja 2009. 

## Trener
| Trenerska statistika    | Trenerska statistika | Trenerska statistika | Trenerska statistika | Trenerska statistika | Trenerska statistika |                             |
| ----------------------- | -------------------- | -------------------- | -------------------- | -------------------- | -------------------- | --------------------------- |
|                         | Trener               | Prva tekma v klubu*  | Zadnja tekma v klubu | Zmag                 | Porazov              | Kraj rojstva                |
| Združene države Amerike | Bill Gilligan        | 19. september 2008   | trenutni trener      |                      |                      | Beverly, Massachusetts, ZDA |